# دو منخفض كبير

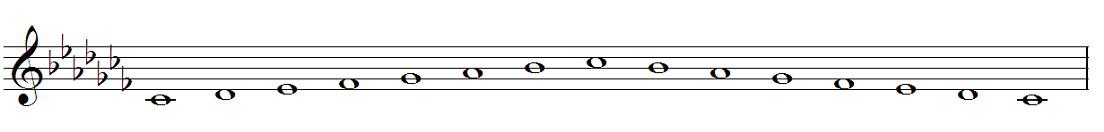
سلم دو منخفض كبير صعوداً وهبوطاً

دو منخفض كبير (C-flat major) هو سلم موسيقي كبير يتألف من الدرجات الموسيقية دو المنخفضة ♭C، ري المنخفضة ♭D، مي المنخفضة ♭E، فا المنخفضة ♭F، صول المنخفضة ♭G، لا المنخفضة ♭A، سي المنخفضة ♭B، وينتهي بمفتاح دو المنخفضة ♭C، وذلك على الترتيب التالي من اليسار إلى اليمين:
♭C♭, D♭, E♭, F♭, G♭, A♭, B♭, C
يحوي سلم دو منخفض الكبير على سبع إشارات خفض على جميع الدرجات، وهو متناغم موسيقياً مع سلم سي الكبير، الحاوي على خمس إشارات رفع.
إن المفتاح الموسيقي القريب له على السلم الصغير هو لا منخفض صغير، أما المفتاح الموسيقى الموازي فهو دو منخفض صغير.